# Nellia tenuis
Nellia tenuis är en mossdjursart som beskrevs av Harmer 1926. Nellia tenuis ingår i släktet Nellia och familjen Quadricellariidae.
Artens utbredningsområde är Röda havet. Inga underarter finns listade i Catalogue of Life.